# Kabasalan
Kabasalan ist eine philippinische Stadtgemeinde in der Provinz Zamboanga Sibugay. Sie hat 44.336 Einwohner (Zensus 1. August 2015).

## Baranggays
Kabasalan ist politisch in 29 Baranggays unterteilt.
| - Banker - Bolo Battalion - Buayan - Cainglet - Calapan - Calubihan - Concepcion (Balungis) - Diampak - Dipala - Gacbusan - Goodyear - Lacnapan - Little Baguio - Lumbayao - Nazareth | - Palinta - Peñaranda - Poblacion - Riverside - Sanghanan - Santa Cruz - Sayao - Shiolan - Simbol - Sininan - Tamin - Tampilisan - Tigbangagan - Timuay Danda (Mangahas) |